# 考艾国家公园
考艾國家公園，或稱大山國家公園，位於泰国巴真府、那空那育府、呵叻府、北標府交界處，成立於1962年9月18日，為泰國第一個國家公園。公園面積2,168平方公里，名列為泰國第三位。考艾國家公園的標誌為已絕滅物種熊氏鹿的頭像，公園以此標誌紀念這個美麗的物種，並激發人們對野生動物的保護意識。
考艾國家公園於1984年成為東協遺產公園。2005年與他蘭國家公園、龐斯達國家公園、達帕雅國家公園，以及東艾野生生物保護區組成東巴耶延山－考愛山森林保護區，獲聯合國教科文化組織通過成為世界遗产。
考艾國家公園為一處旅遊勝地，2021年有115萬人造訪。此地亦為多部電影的取景地，包括莱昂纳多·迪卡普里奥在2000年主演的電影「海灘」，片中的取景地霍蘇瓦瀑布為公園內的知名景點。

## 歷史沿革
考艾在泰語的意思為「大山脈」，此地有分隔泰國中部與東北部地區的山脈，原為蠻荒地帶，人煙罕至，後有民眾在地勢較平緩的地方開墾，並種植水稻與辣椒，後來人口逐漸增加。此地對外道路崎嶇不平，只能徒步至外地，但需花幾天時間。因地處偏遠，後成為逃犯聚集地。1932年，泰國政府下令遷村，將民眾遷至巴真府與那空那育府。1959年，泰國總理沙立·他那叻下令建立國家公園體系。1962年9月18日，考艾國家公園成為泰國第1個國家公園。
考艾國家公園1984年11月29日列入東協遺產公園，為首批列入東協遺產公園的11個公園之一。2005年與他蘭國家公園、龐斯達國家公園、達帕雅國家公園，以及東艾野生生物保護區組成東巴耶延山－考愛山森林保護區，獲聯合國教科文化組織通過成為世界遗产。

### 標誌
考艾國家公園的標誌是熊氏鹿的頭像，此標誌自1968年起使用至今。熊氏鹿是泰國的特有種，19世紀後期至20世紀初期因過度捕獵，數量快速減少。1938年已知最後一隻熊式鹿死亡，IUCN紅色名錄登錄此物種為绝灭。熊氏鹿是一種非常優雅的動物，物種的絕滅對泰國來說是令人遺憾的損失，以熊式鹿作為標誌，除了紀念這個美麗的物種，還可激發人們對野生動物的保護意識。

## 地理
考艾國家公園位於北緯14度至14度33分，東經101度5分至103度14分之間，跨越巴真府、那空那育府、呵叻府、北標府四個行政區域，分布在四個府的面積最大為巴真府，占53%、那空那育府占27%、呵叻府占15%、北標府占5%。公園位於山甘烹山脈的西部，面積2,168.75平方公里，為泰國第三大國家公園。
考艾國家公園東北方的呵叻高原在古近纪因造山運動而隆起，考艾國家公園下方地層主要為火山碎屑岩，表層主要為沉積岩。由於造山運動形成的裂縫、斷層，加上水流的侵蝕，使得公園內的地形破碎，水流經過處有大量的瀑布。
考艾國家公園大部分地區海拔在400－1,000公尺之間，超過1,000公尺的山峰有五座，最高點為標高1,351公尺的考隆山。山甘烹山脈貫穿考艾國家公園，為泰國中部與東北部的分水嶺之一。公園北邊的河流如林德空河向東北匯入蒙河，蒙河向東注入湄公河。南邊的河流如那空那育河、巴真河（Prachinburi River）匯集成挽巴功河，向南注入泰國灣。

### 氣候
考艾國家公園年平均氣溫為攝氏21度，年平均降水為2,338.16公厘，平均相對濕度為66%。氣候有三個季節：熱季、雨季、涼季。三月到五月間為熱季，雖然泰國其他地方炎熱潮濕，但考艾國家公園的山區天氣比其他地區涼爽，適合在河流和瀑布中戲水；六月到九月多雨，植被茂密而濕潤，瀑布水流湍急；十月至隔年二月為涼季，特別是山區夜間溫度下降較多，十二月與一月有時氣溫會降至攝氏10度以下，空氣乾燥且風比較大。涼季期間天空常萬里無雲，與綠色的森林形成鮮明對比，為旅遊旺季。
| 考艾國家公園      | 考艾國家公園 | 考艾國家公園 | 考艾國家公園 | 考艾國家公園  | 考艾國家公園   | 考艾國家公園   | 考艾國家公園   | 考艾國家公園   | 考艾國家公園   | 考艾國家公園   | 考艾國家公園 | 考艾國家公園 | 考艾國家公園     |
| 月份              | 1月          | 2月          | 3月          | 4月           | 5月            | 6月            | 7月            | 8月            | 9月            | 10月           | 11月         | 12月         | 全年             |
| ----------------- | ------------ | ------------ | ------------ | ------------- | -------------- | -------------- | -------------- | -------------- | -------------- | -------------- | ------------ | ------------ | ---------------- |
| 平均高温 °C（°F） | 24 (75)      | 26 (79)      | 23 (73)      | 27 (81)       | 27 (81)        | 26 (79)        | 25 (77)        | 25 (77)        | 25 (77)        | 23 (73)        | 25 (77)      | 25 (77)      | 25 (77)          |
| 日均气温 °C（°F） | 19 (66)      | 21 (70)      | 20 (68)      | 23 (73)       | 23 (73)        | 23 (73)        | 22 (72)        | 22 (72)        | 22 (72)        | 20 (68)        | 19 (66)      | 18 (64)      | 21 (70)          |
| 平均低温 °C（°F） | 14 (57)      | 15 (59)      | 16 (61)      | 18 (64)       | 20 (68)        | 20 (68)        | 19 (66)        | 19 (66)        | 19 (66)        | 17 (63)        | 14 (57)      | 14 (57)      | 17 (63)          |
| 平均降水量 mm（） | 24.13 (0.95) | 84.35 (3.32) | 66.41 (2.61) | 141.92 (5.59) | 283.54 (11.16) | 266.75 (10.50) | 355.05 (13.98) | 322.05 (12.68) | 426.16 (16.78) | 283.46 (11.16) | 71.37 (2.81) | 12.97 (0.51) | 2,338.16 (92.05) |
| 来源：            |              |              |              |               |                |                |                |                |                |                |              |              |                  |

## 生態

### 動物

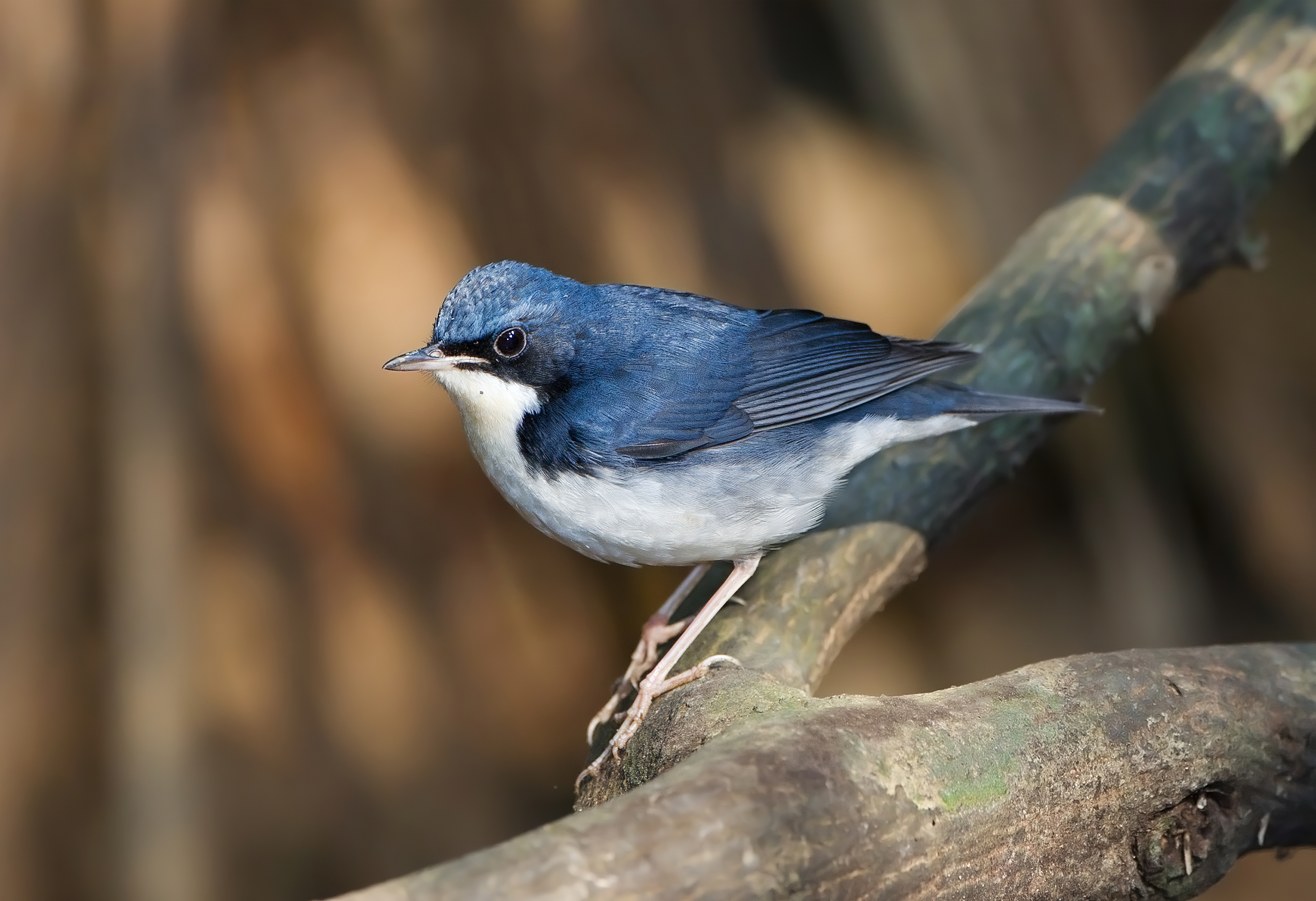
蓝歌鸲
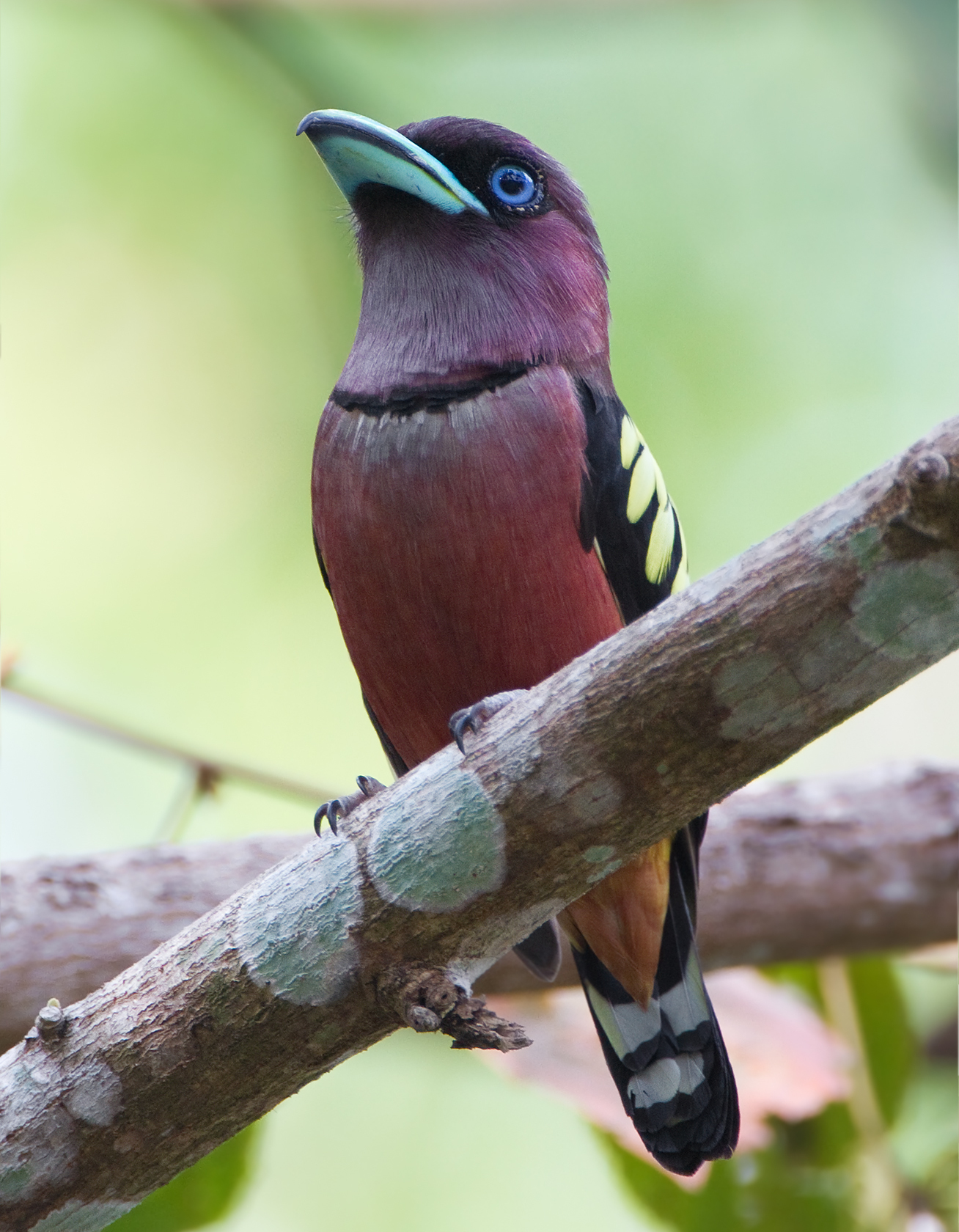
斑阔嘴鸟
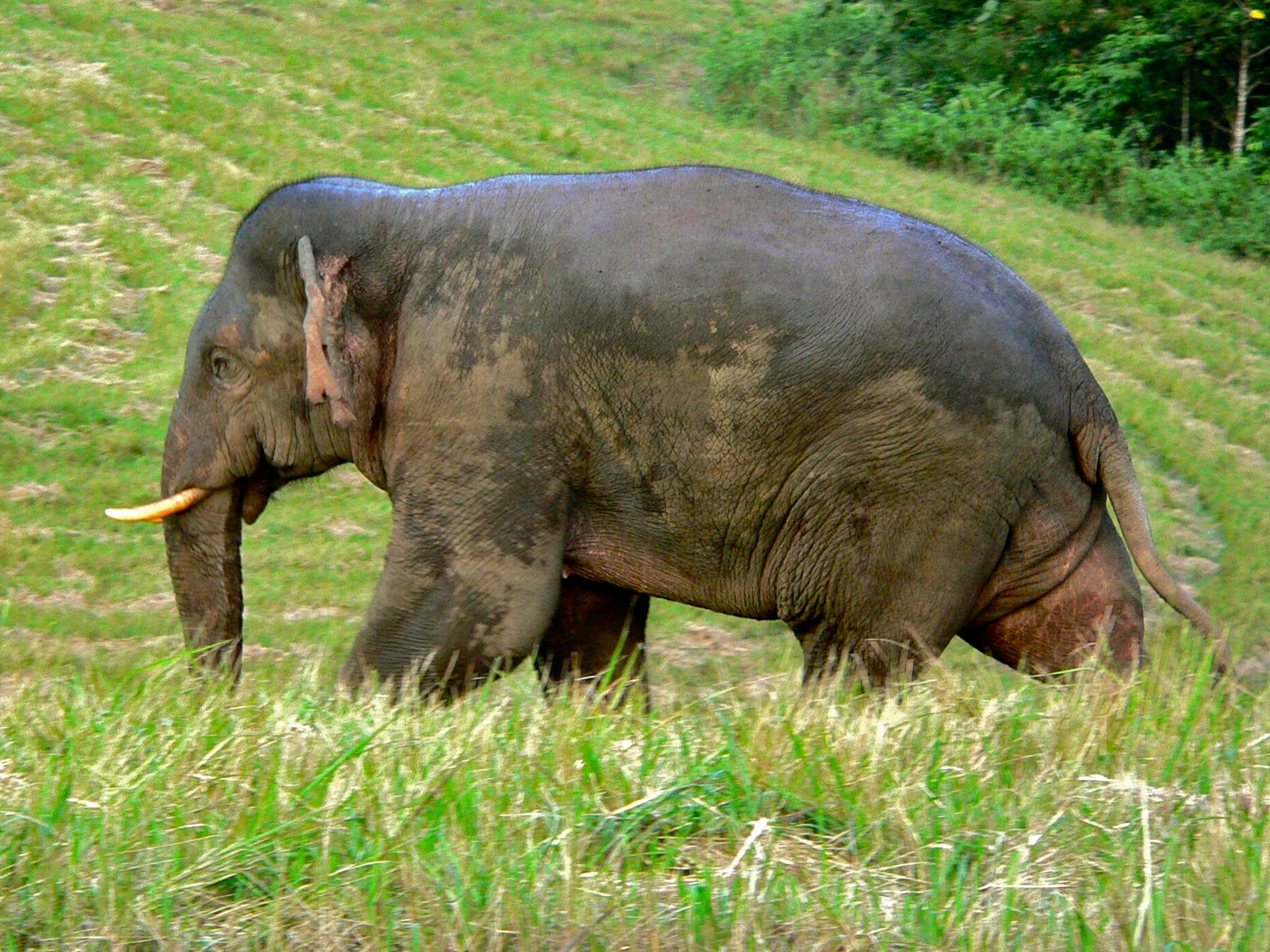
亚洲象
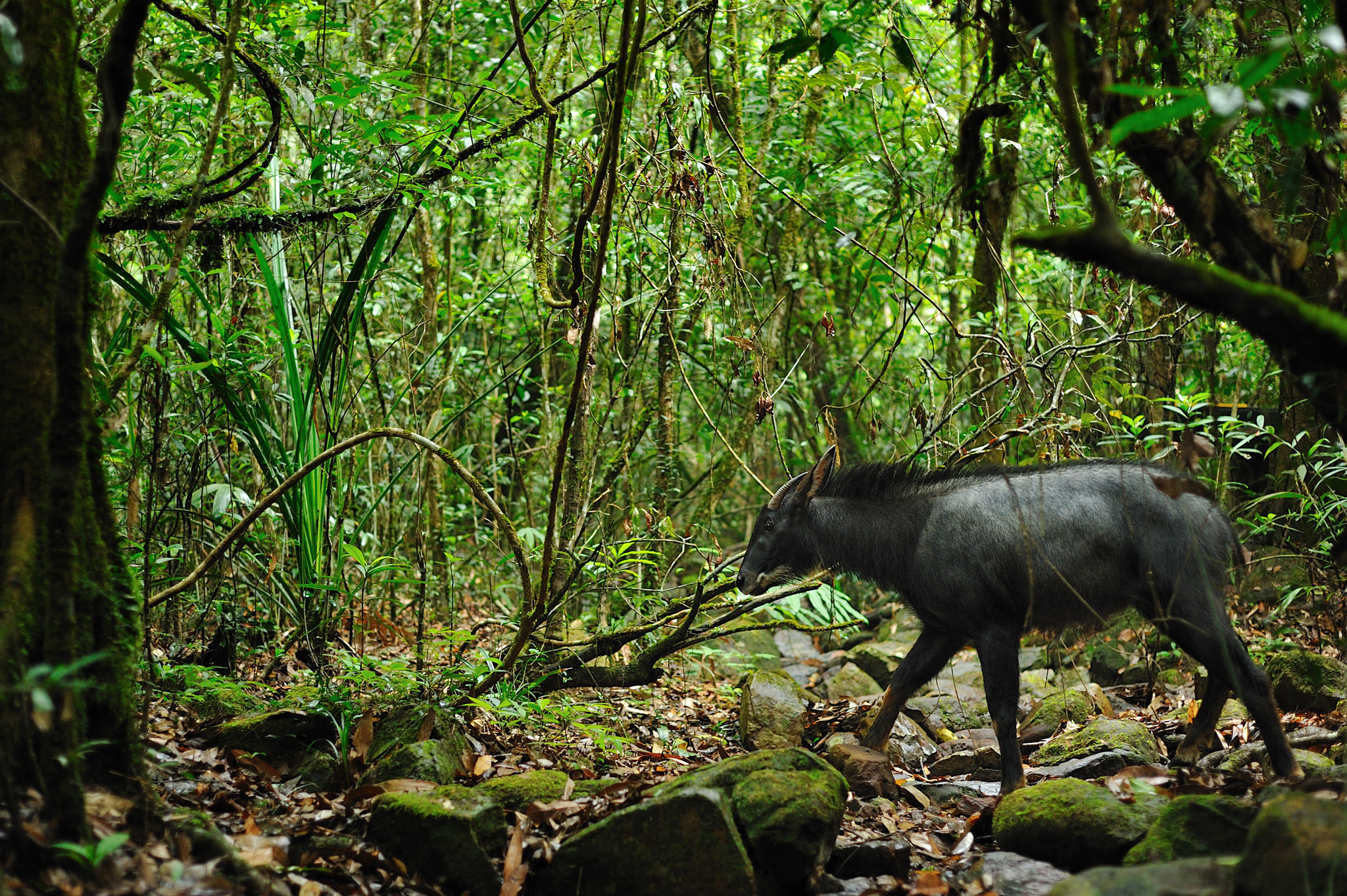
鬣羚
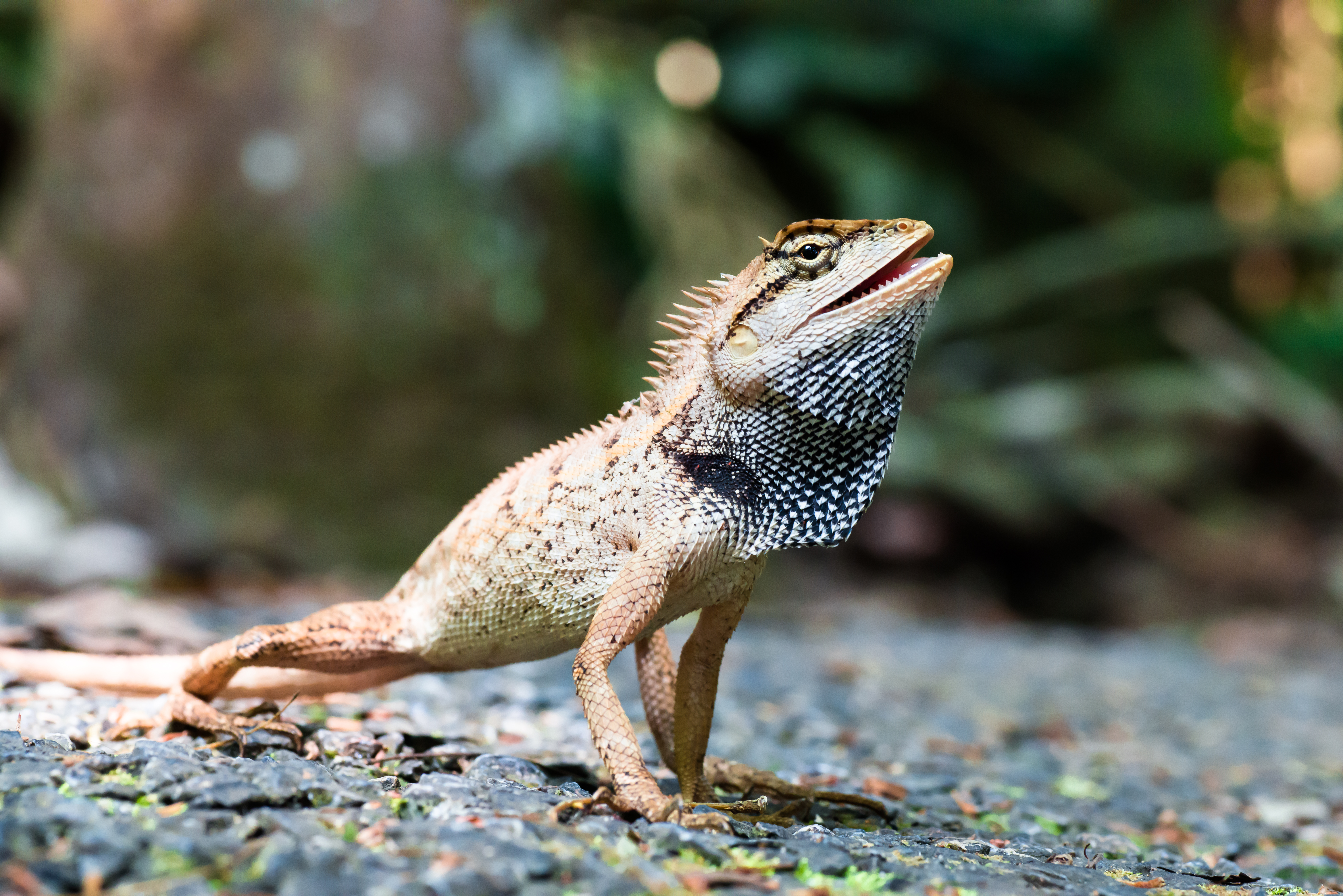
棕背树蜥

#### 哺乳動物
考艾國家公園內有71種哺乳動物，有多種瀕危物種與易危物種。特色物種有亚洲象、印度野牛、豺、水鹿、赤麂、鬣羚、白掌長臂猿、戴帽長臂猿、北方豚尾獼猴、豹貓、亞洲黑熊、江獺、巨松鼠等。哺乳綱動物為考艾國家公園內較具保育價值的動物種類，前述物種進一步說明如下：
- 亚洲象為考艾國家公園最大型的哺乳動物，高2－4公尺，體重3－5公噸。公園內約有140－200頭，在考艾國家公園內的大象為亞洲象的亞種印度象，這些大象為群居生活，由母象帶領，主要活動區域在公園內的草叢與鹽露頭（英语：Mineral lick）。
- 印度野牛高170－185公分，體重650－900公斤。印度野牛為群居生活，由一頭成年公牛、若干母牛與小牛組成，在公園全境都可見到牠們的蹤跡。
- 豺為泰國兩種野生犬科動物之一，體型與狗類似，體重10－21公斤，6－12隻為一群生活，群獵使得豺能夠獵殺體型比牠們大的物種，如水鹿、麂、野豬，牠們生活在公園內接近水源的草叢。
- 水鹿為泰國和東南亞最大的鹿，高140－160公分，體重185－220公斤，主要生活於公園內茂密的森林深處，以樹葉與嫩枝為食。
- 赤麂為小型鹿科動物，高約50公分，體重14－18公斤，生活於公園內茂密的草叢或森林中，白天於植被下睡覺，夜晚與清晨覓食，以嫩葉、竹筍、野果為食。鬣羚分布於公園內高海拔地區，可在懸崖峭壁上靈活移動，以草、蕨類、樹葉為食，有很強的領地概念，在固定地點排便。
- 白掌長臂猿生活在公園內的森林，以嫩葉、果實、昆蟲為食，猛禽與蟒蛇為其天敵。
- 戴帽長臂猿（英语：Pileated gibbon）為公園內另一種長臂猿，一般白掌長臂猿與戴帽長臂猿生活在不同棲息地，考艾國家公園為唯一已知兩種長臂猿同在一起的地區。
- 北方豚尾獼猴為一種小型獼猴，通常在地面生活，但在樹上睡覺。
- 豹貓體型與家貓類似，會在地上與樹上覓食，喜歡躲在樹洞裡，以兩棲類、爬蟲類、魚、昆蟲為食，會吃腐屍。
- 亞洲黑熊體長120－150公分，體重100－160公斤，以水果、嫩葉、昆蟲、小動物為食，特別喜觀吃蜂蜜與蜜蜂幼蟲，獨居或兩、三隻一起行動，白天睡在洞穴，夜間出來活動。
- 江獺主要生活在公園內的溪流、沼澤，以魚類為食，在陸地上動作不太靈活。
- 巨松鼠為泰國最大的松鼠，體長33－37.5公分，另外有尾巴42.5－46公分，體重1－1.6公斤，以果實、花蕊為食，白天活動，晚上睡覺，在公園裡到處都可以發現牠們的蹤跡。

#### 鳥類
考艾國家公園為泰國最佳賞鳥地點之一，共有318種鳥類，包含常住當地的鳥類與候鳥。考艾國家公園已被國際鳥盟指定為重点鸟区。
在考艾國家公園可觀賞到犀鳥，亞洲與非洲熱帶共有52種犀鳥，泰國有13種，考艾國家公園曾發現4種犀鳥：双角犀鸟、花冠皱盔犀鸟、白喉犀鸟，以及東方斑犀鳥。另外還可以觀賞到的特色鳥類包括、绯胸鹦鹉、橫斑翠鳥、长尾阔嘴鸟、斑阔嘴鸟、蓝绿鹊、橙胸咬鹃、蓝歌鸲等。考艾國家公園的鳥類除了雙角犀鳥與花冠皺盔犀鳥為易危物種，其餘大部分為近危物种或无危物种。

#### 爬蟲與兩棲類
考艾國家公園有多種鬣蜥，代表物種為长鬣蜥，是泰國最大的鬣蜥科物種，可在公園內溪流邊的樹枝上發現蹤跡，受到威脅時會躲進水下，可在水裡待很長的時間。另外還有丽棘蜥、长棘蜥、棕背树蜥，另有巨蜥科的孟加拉巨蜥。另外有世界上最長的蛇網紋蟒、最長的毒蛇眼镜王蛇，以及齿缘摄龟、極危物種緬甸陸龜、大姬蛙等。

#### 昆蟲
昆蟲是地球上最多樣化的生物形式，估計泰國已發現的昆蟲達10.5萬種，但僅有約1萬種已記錄表徵與命名，考艾國家公園亦存在許多尚未命名的昆蟲物種。當地特色昆蟲物種為枯葉蛺蝶、Polyura delphis delphis、Hexarthrius nigritus Lacroix等。

### 植物
考艾國家公園的植被面積為2,167.2平方公里，其中乾燥常綠森林（Dry Evergreen Forest）面積1,351.66平方公里，約占植被62.4%；混合落葉林（Mixed Deciduous Forest）面積459.84平方公里，約占植被21.2%；低高山雨林（Lower Montane Rain Forest）面積177.89平方公里，約占植被8.2%；热带雨林面積94.88平方公里，約占植被4.4%；草原面積82.93平方公里，約占植被3.8%。
乾燥常綠森林為考艾國家公園分布最廣的植被類型，位於海拔200－600公尺處，樹種部分與熱帶雨林類似，但混雜落葉喬木。常見樹種包括四数木、顶果树、Pterocymbium javanicum、副萼紫薇、香坡壘樹、Hopea ferrea、Shorea roxburghii、羯布罗香、Dipterocarpus alatus、Dipterocarpus costatus、山楝、Zollingeria dongnaiensis等。混合落葉林位於海拔400－600公尺處，多為多年生落葉植物，樹林的特色為旱季時大部分的樹木會落葉，有時會產生山火。常見樹種包括缅茄、大果紫檀、苦楝、稜萼紫薇、水梅。低高山雨林位於海拔1,000公尺以上地區，此地區雨量豐沛、氣候涼爽，這裡的樹木主要為軟木。常見樹種包括百日青、肉托竹柏、貢山三尖杉等。熱帶雨林位於海拔400－1,000公尺處，此地區雨量豐沛、樹木茂密。有高大的坡垒属與紫檀属樹木，高度可達30－50公尺，高大的樹蔭下有中小型植物包括檳榔、棕櫚樹、蛇皮果、省藤族、竹子，在樹林陰暗處有蕨類、苔蘚等植物。草原地區多為過去曾經作為耕地的地區，在居民遷走、劃入國家公園範圍後，逐漸形成草原。主要物種為白茅，另外有混雜一些卡开芦。國家公園成立後，一些草原地帶逐漸出現灌木丛，這些地區未來可逐漸變成森林。
考艾國家公園的特色植物包括Aquilaria crassna Pierre ex Lecomte、纤细龙脑香、柳条省藤、小叶红光树、火焰兰、尖刀唇石斛等。

## 威脅與保護
考艾國家公園由於遊客日益增多，主要的威脅為人為的破壞與垃圾問題，另外保護區內也有非法砍伐的問題。
考艾國家公園管轄機構為泰國國家公園、野生動物和植物保護局（DNP），其隸屬於自然資源與環境部（MNRE），公園內分為8個區域，由24組森林保護隊進行巡邏。公園並組成保護區委員會，由公園涵蓋的四個府的25名代表，包括行政和法律官員、公眾和企業代表、專家、自然資源和環境部代表、警察組成，每年至少召開兩次會議，以監督考艾國家公園的運作。
考艾國家公園並與國際間的其他國家公園進行合作與交流，其有姐妹國家公園交流計畫，其與國際保護核心小組基金會（ICCF）合作，將考艾國家公園的管理機制提升至國際水準，並成為泰國各國家公園中的標竿。

## 世界遺產登錄
2005年7月，第29屆世界遺產委員會於南非德班召開，由泰國申報的項目「東巴耶延山－考愛山森林保護區」經大會通過，成為泰國第二個自然遺產。聯合國教科文組織指出，該地區擁有豐富的生物多樣性，有多種受威脅和瀕臨滅絕的哺乳動物、鳥類和爬蟲類動物，具有國際重要性。東巴耶延山－考愛山森林保護區有5個項目，考艾國家公園為其中之一，編號為590-001。
该世界遗产被认为满足世界遺產登錄基準中的以下基準而予以登錄：
- （x）拥有最重要及显著的多元性生物自然生态栖息地，包含从保育或科学的角度来看，符合普世价值的濒临绝种动物种。

| 世界遺產編號 | 名稱         | 所在地                        | 保護範圍    |
| ------------ | ------------ | ----------------------------- | ----------- |
| 590-001      | 考艾國家公園 | 14°21'10.818"N 101°26'7.735"E | 216,800公頃 |

## 旅遊與慶典
考艾國家公園為一處熱門的旅遊目的地，2019年共有155萬人到訪，2020年與2021年受到2019冠状病毒病疫情影響，到訪人數分別減少至145萬人與115萬人。
公園有兩個入口，主要入口在公園的北邊，位於呵叻府巴沖縣；另一個入口在公園的南邊，由那空那育府進入。遊客可自行駕車或搭車至巴沖縣。通過公園入口的檢查哨後，前進14公里抵達遊客中心。公園內有4個青年旅舍、2個露營營地、數個餐廳。公園大門外附近有多家豪華酒店、民宿與渡假村，提供1－3天公園旅遊套裝行程。公園占地廣大，開放給遊客參觀的區域僅占公園的一小部分。從遊客中心出發有多條步道，部分步道需要有嚮導帶領才可前往。
考艾國家公園作為旅遊勝地，除了可以看到許多野生動物外，更以數量眾多的瀑布聞名遐邇。最大的瀑布為霍納洛克瀑布，瀑布分為三層，最高的一層落差達80公尺，總高度150公尺。另外，霍蘇瓦瀑布有多部电影曾至此取景，最知名的一部為莱昂纳多·迪卡普里奥在2000年主演的電影「海灘」。
2017年9月18日，Google涂鸦慶祝考艾國家公園成立55週年。2021年7月，考艾國家公園入選時代雜誌2021年全球最佳百大景點。

## 圖集

### 景觀

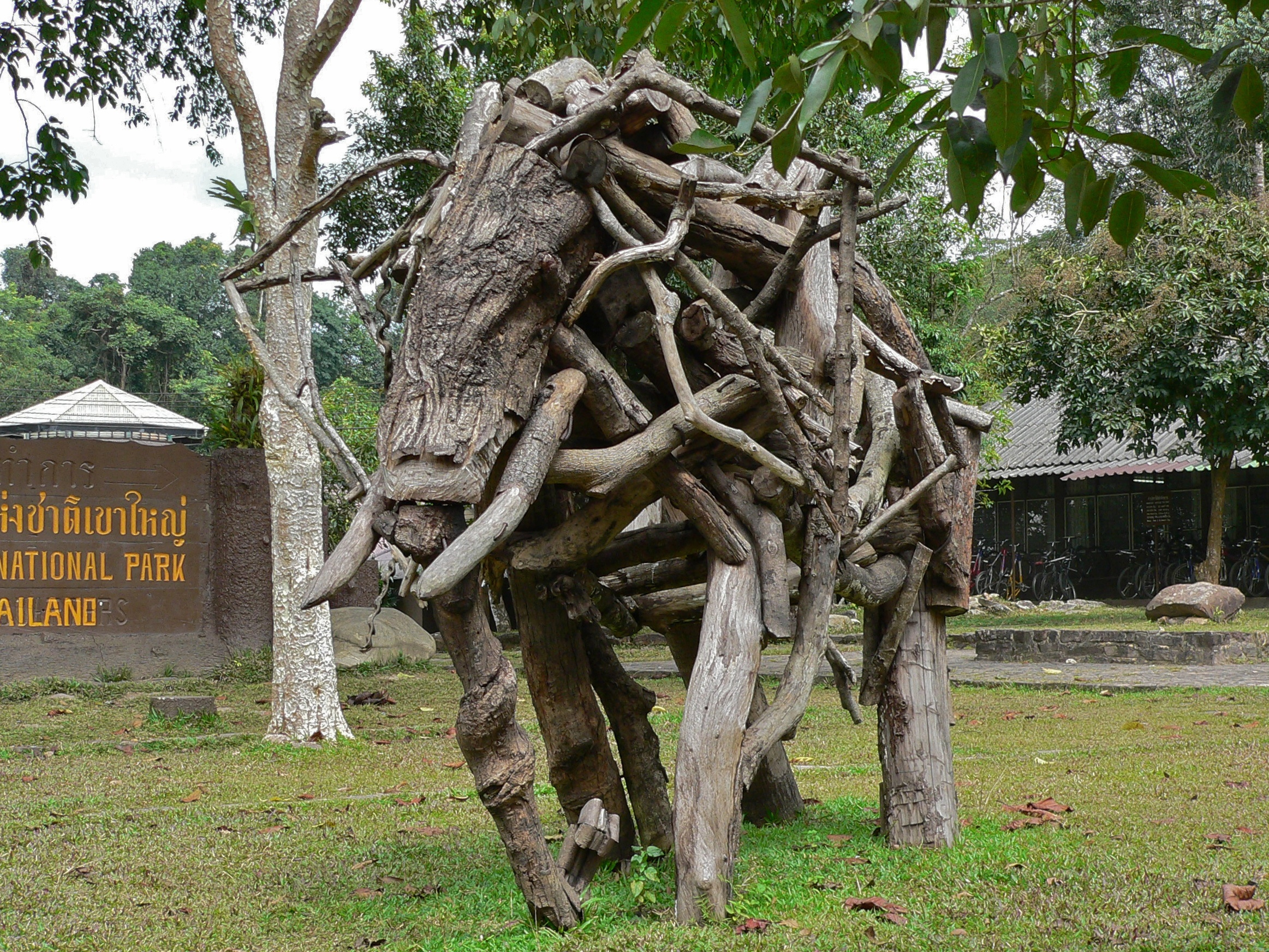
位於公園管理局的大象雕塑
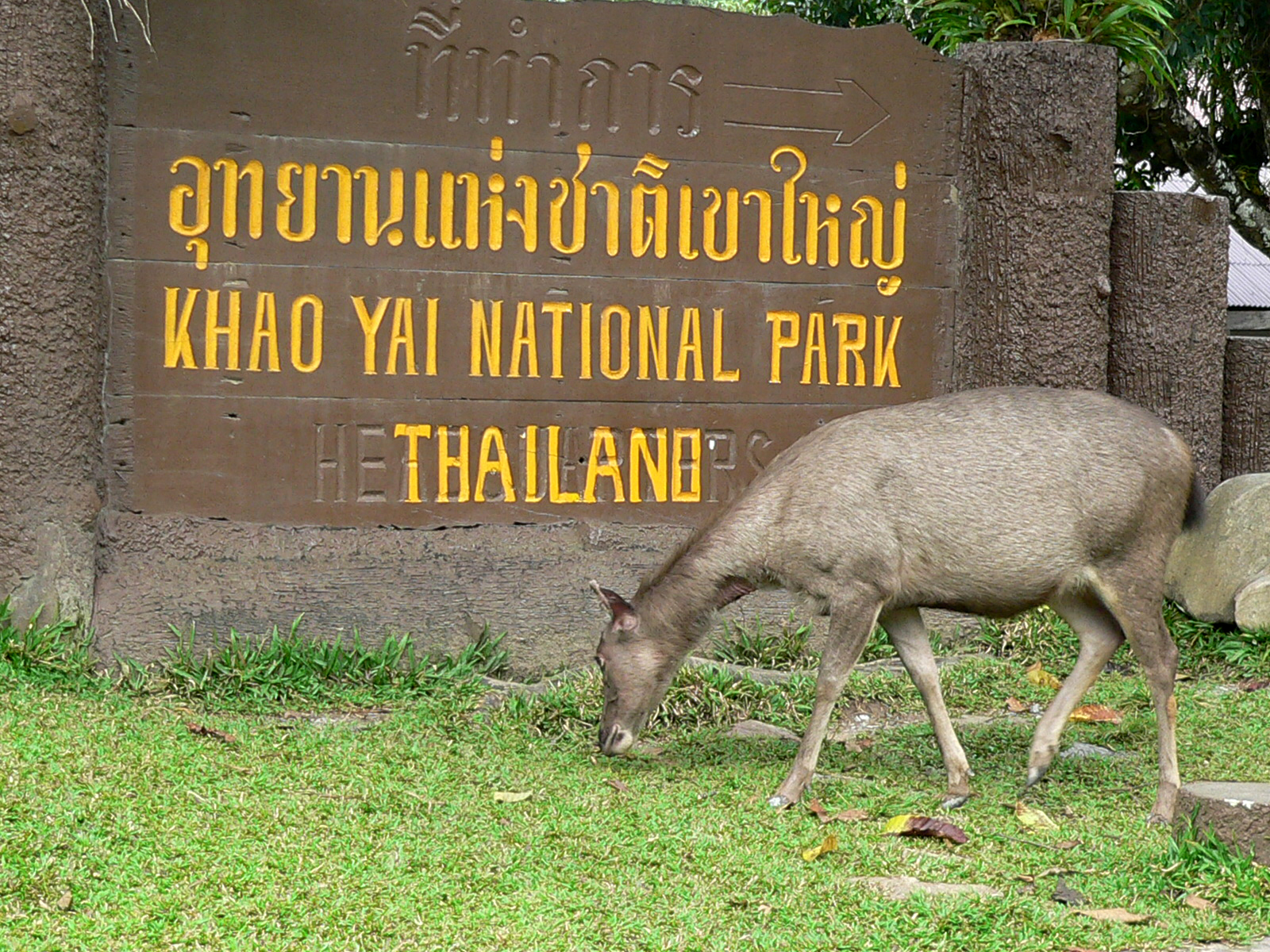
在公園管理局的一隻雌性水鹿
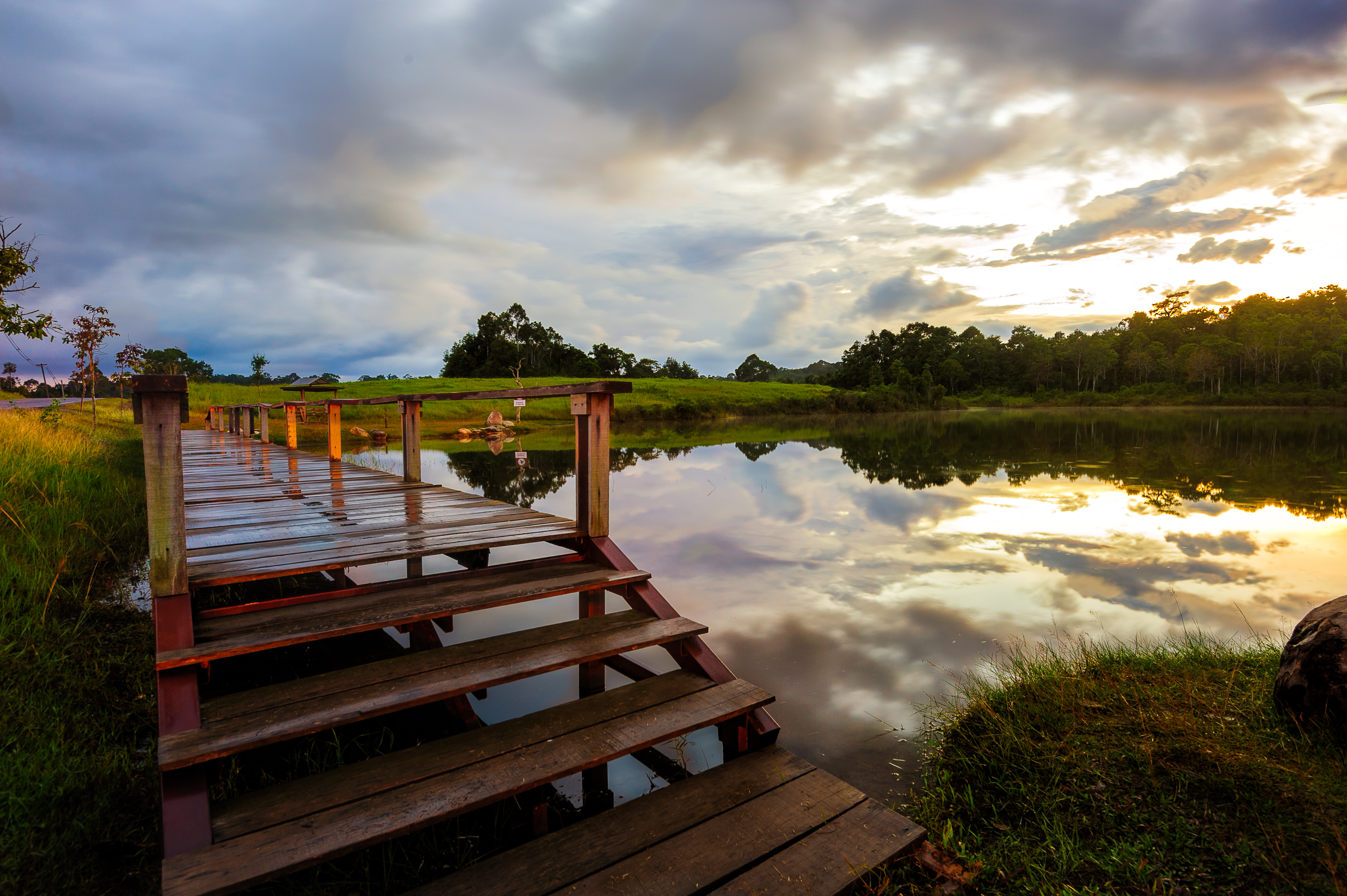
公園內的觀景步道
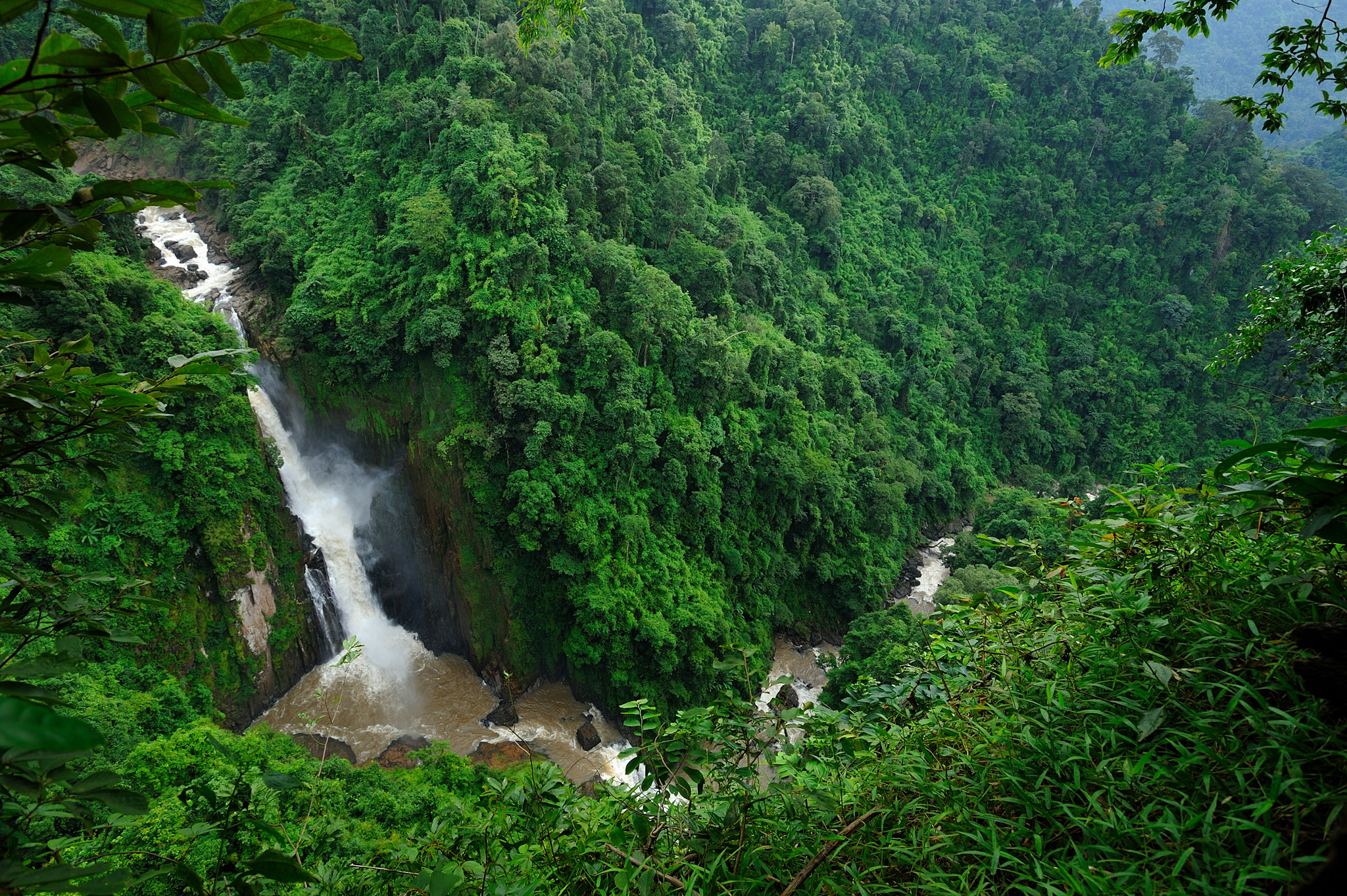
霍納洛克瀑布
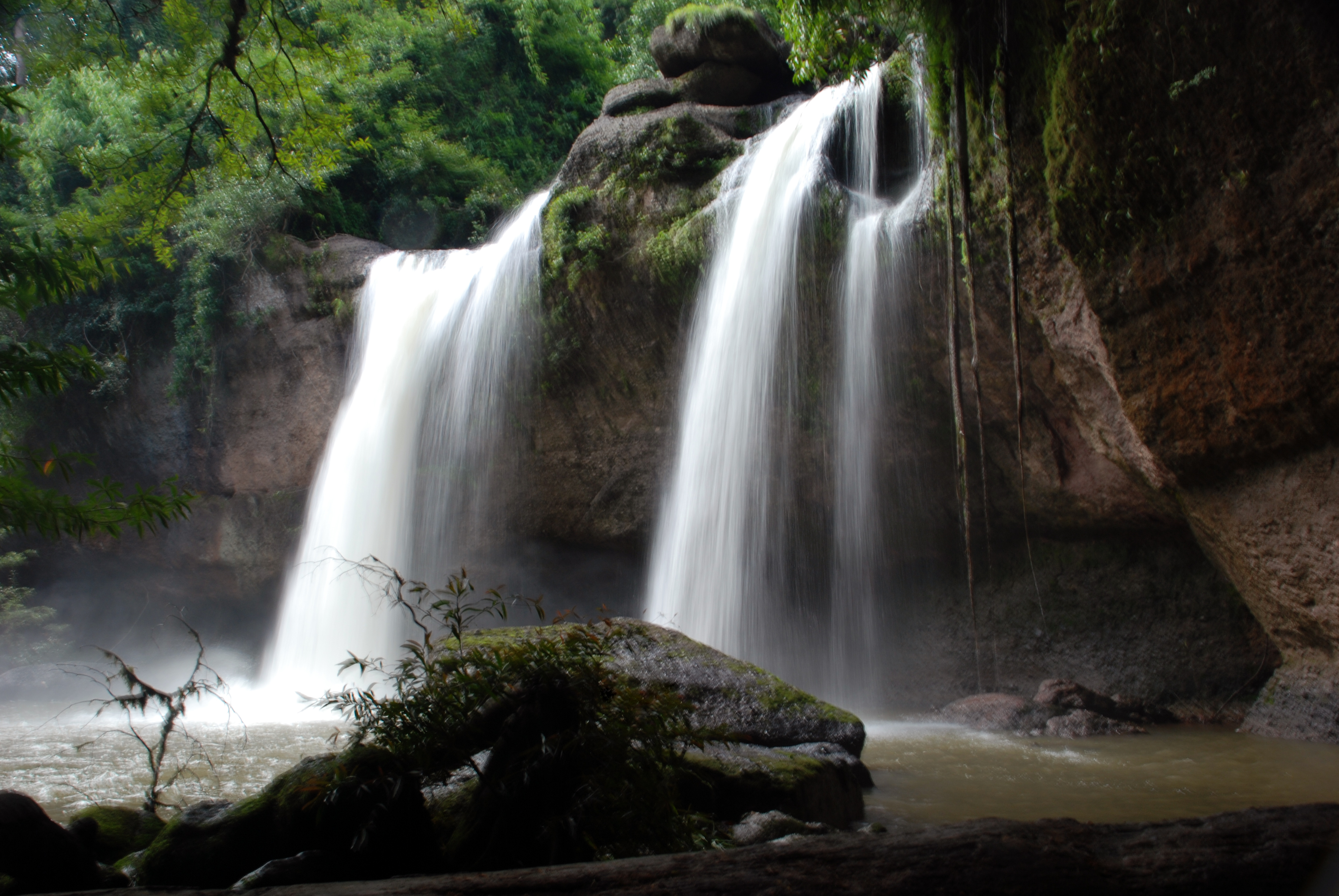
霍蘇瓦瀑布

### 動物
- 蓝歌鸲
- 斑阔嘴鸟
- 亚洲象
- 鬣羚
- 棕背树蜥

## 外部連結
- 考艾國家公園－官方網站 （页面存档备份，存于）（泰文）（英文）
- Thai National Parks－考艾國家公園 （页面存档备份，存于）（英文）
- 泰國觀光局－考艾國家公園 （页面存档备份，存于）（英文）